# Esti mese

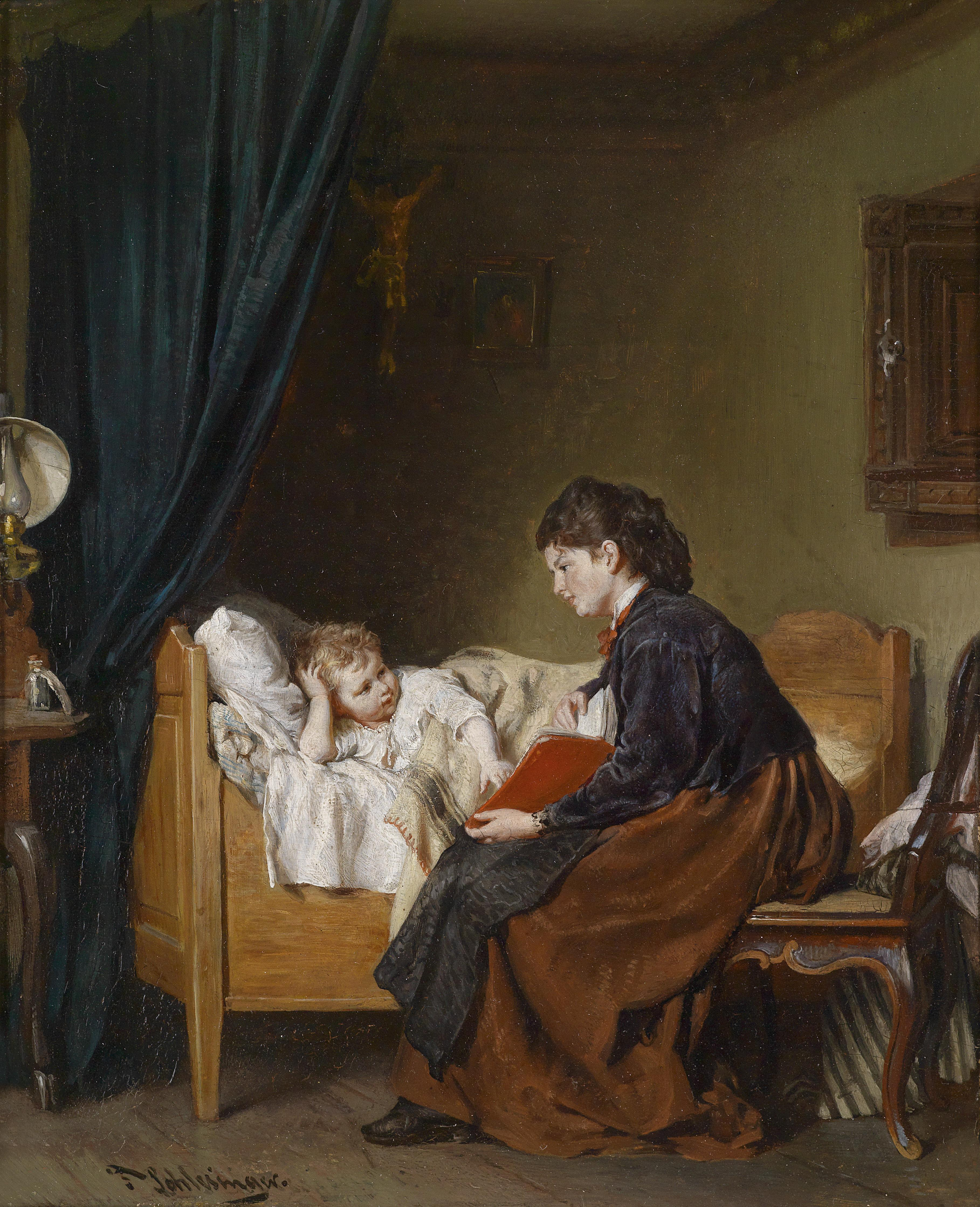
Az esti mese, Felix Schlesinger festménye (1910 körül)

Az esti mese a mesélés azon hagyományos formája, mikor egy felnőtt lefekvéskor mesét mond (vagy olvas fel) egy gyermek számára, felkészítve őt az elalvásra.
A mesemondás a gyermeknevelés egyik fontos eszközének tekinthető; az esti mesélés fejleszti a gyermek képzelőerejét, erősíti a szülőkkel való kapcsolatát, és hozzájárul egészséges fejlődéséhez és szocializációjához. Az esti mese a kisgyermekes családok többségének szilárd esti rituáléja; egy német felmérés szerint a szülők 71%-a mesél 4 év alatti gyermekének, 90%-a a 4–6 éves gyermekének, és 60%-a a 7–12 év közöttieknek.
Az esti mese nyugodt álmot kell biztosítson, így előnyben részesítendőek a rövid, pozitív kicsengésű, fantasztikus környezetben játszódó történetek.
A gyermekirodalom több műalkotása eredetileg esti mese volt, melyet az író talált ki és mondott el saját gyermekeinek; például A babó, Micimackó, Alice Csodaországban, Harisnyás Pippi, Percy Jackson vagy Thomas, a gőzmozdony.
A technológia fejlődésével a tévé, rádió is átveheti a mesemondó szerepét. Magyarországon a Kossuth Rádió 1955-től, a Magyar Televízió 1963-tól sugároz esti mesét. Székesfehérvár Fő utcáján minden este élőben olvasnak fel mesét.